# Il caso dell'infedele Klara
Il caso dell'infedele Klara è un film drammatico del 2009 diretto da Roberto Faenza, liberamente tratto dall'omonimo romanzo dello scrittore ceco Michal Viewegh.

## Trama
Luca, un musicista italiano che vive a Praga come insegnante di musica presso una scuola elementare, è in preda ad un'incontrollabile gelosia per la sua fidanzata Klara, studentessa di storia dell'arte in procinto di laurearsi. Insospettito dall'ambiguo rapporto che la ragazza ha con Pavel, suo tutor all'università, Luca incarica un detective, Denis, di controllarla.
Dopo i primi pedinamenti, effettuati con l'aiuto di sofisticate tecnologie, il detective decide di nascondere alcune prove che ritiene non importanti, quasi a voler proteggere il suo cliente dal tormentarsi da inutili quanto infondati sospetti. Tra i due uomini inizia così un raffinato gioco delle parti che li porterà a contaminarsi a vicenda: l'uno travaserà nell'altro elementi e sentimenti che prima non conosceva.
Denis, che vive con la moglie Ruth un rapporto di coppia estremamente “aperta” ed è innamorato di Nina, la sua assistente in agenzia, perde serenità e "distacco" professionale. Mentre Luca, fagocitato dalla sua passione per Klara, diventa paziente e calcolatore, spingendo il detective a seguire un'ultima volta Klara in un viaggio-studio a Venezia dove è presente anche Pavel. Qui, sotto mentite spoglie, Denis conoscerà Klara e finirà per scoprire una singolare verità.

## Produzione
Il regista Roberto Faenza ha detto che per la scena di sesso nella vasca da bagno ha lasciato gli attori completamente soli. "La troupe era fuori dalla loro stanza e dentro c'erano solo gli obiettivi manovrati con un sistema avanzatissimo. È stato come se stessero facendo sesso veramente tra loro".

## Distribuzione
- 27 marzo 2009 in Italia.
- 11 giugno 2009 in Repubblica Ceca (Prípad neverné Kláry).
- 9 marzo 2010 in Argentina (El caso de la infiel Klara) al Festival internazionale di Pantalla Pinamar.

## Accoglienza

### Critica
(Luca Pacilio, Gli spietati)